# Arroyo del Corralito
Der Arroyo del Corralito ist ein Fluss in Uruguay.
Der zum Einzugsgebiet des Río Uruguay zählende Fluss entspringt auf dem Gebiet des Departamento Soriano bei Egaña und mündet nach Verlauf in westliche Richtung als rechtsseitiger Nebenfluss in den Río San Salvador.